# Маломусино
Малому́сино (баш. Бәләкәй Муса) — деревня в Куюргазинском районе Республики Башкортостан Российской Федерации. Входит в состав Илькинеевского сельсовета.

## География

### Географическое положение
Расстояние до:
- районного центра (Ермолаево): 27 км,
- центра сельсовета (Илькинеево): 5 км,
- ближайшей ж/д станции (Карагайка): 7 км.

## Население
| 2002 | 2009 | 2010 |
| ---- | ---- | ---- |
| 124  | ↗142 | ↘97  |

Национальный состав
Согласно переписи 2002 года, преобладающая национальность — башкиры (94 %).

## Известные уроженцы
- Мигранов, Равиль Зарипович (род. 24 июля 1941) — российский легкоатлет-марафонец, чемпион мира среди ветеранов по кросс-кантри (2007), победитель международных марафонов в Омске, Москве, Санкт-Петербурге в своей возрастной группе.

В интервью от 2010 года говорил:

— Я лыжник, можно сказать, бывалый: ещё в детстве от деревеньки Малое Мусино Куюргазинского района, откуда я родом, до ближайшей школы приходилось проходить по 5 километров в одну сторону. И зимой, конечно, на лыжах. Отсюда и любовь моя к этому виду спорта.
— http://www.voshod-news.ru/index.php?option=com_content&view=article&id=2447:l------r&catid=210:6-7-14012011&Itemid=17